# E.M.M.A.
Le E.M.M.A. erano un girl group svedese attivo fra il 2001 e il 2005 e formato da Elin Klingfors, Martina Ståhl, Mari-Linn Almgren Klevhamre e Alexandra Pettersson.

## Carriera
Le E.M.M.A. sono state formate all'inizio del 2001 da un'idea del cantautore Keith Almgren, che ha messo insieme quattro giovani cantanti fra i 9 e i 12 anni. Nel giugno dello stesso anno hanno pubblicato il loro singolo di debutto En hemlighet, che ha raggiunto la 26ª posizione della classifica svedese. Il brano ha anticipato l'album di debutto eponimo del gruppo, il quale ha conquistato il 25º posto nella classifica nazionale. Le E.M.M.A. hanno piazzato altri tre singoli in classifica e pubblicato due ulteriori album fino alla loro separazione ufficiale, avvenuta alla fine del 2005.

## Discografia

### Album in studio
- 2001 – E.M.M.A.
- 2002 – Vänner
- 2004 – Tur & retur

### Singoli
- 2001 – En hemlighet
- 2001 – Varje gång
- 2002 – Bubblar i mej
- 2002 – SMS
- 2003 – Vi ska alltid vara vänner
- 2003 – Bamses födelsedagsvisa
- 2004 – Precis som du är
- 2004 – Sol, vind och vatten
- 2004 – Hollywood Boy